# Marie Mauron

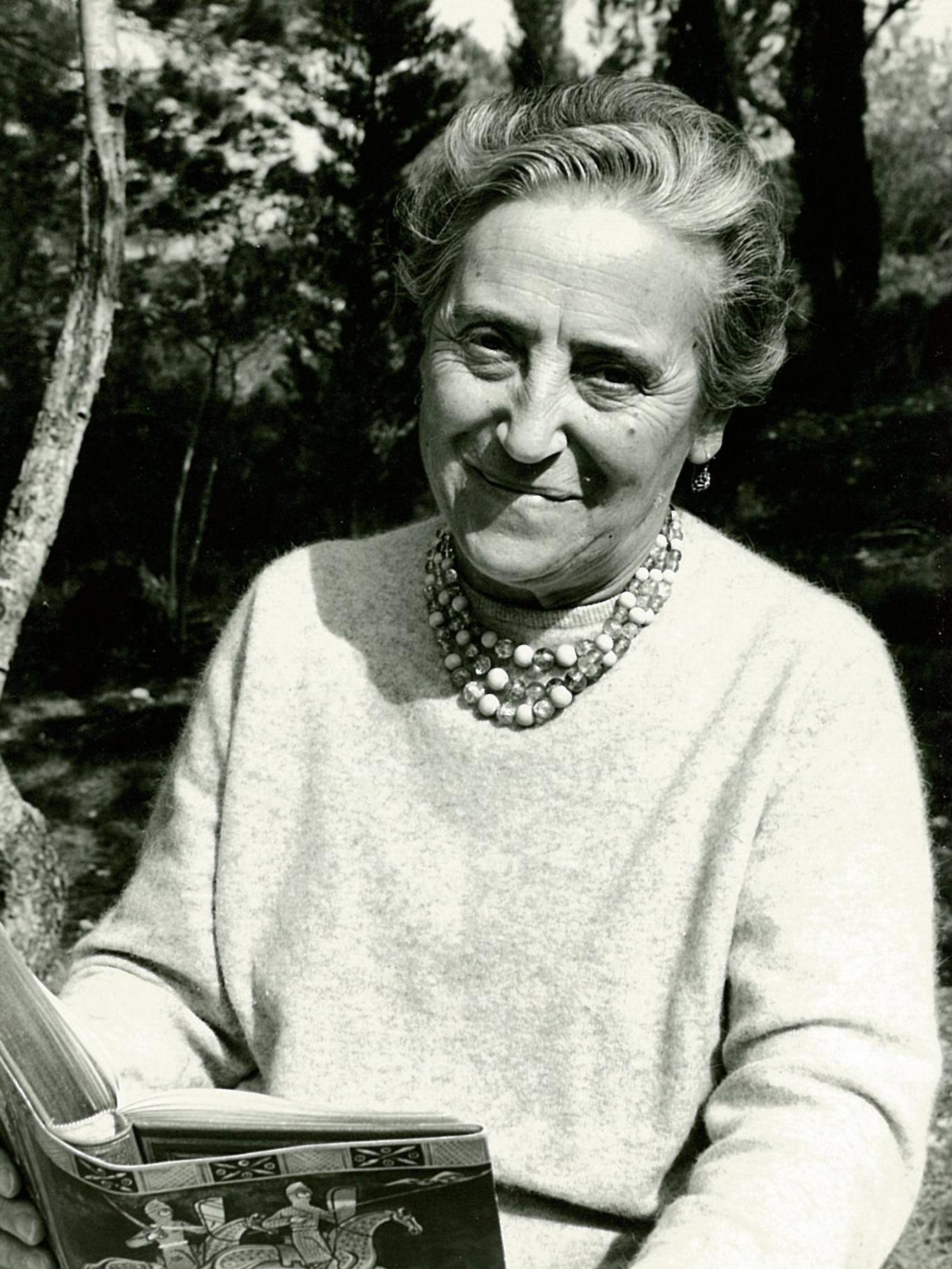
Marie Mauron, Saint-Rémy-de-Provence, 1970

Marie-Antoinette Roumanille, bekannt unter dem Namen Marie Mauron (* 5. April 1896 in Saint-Rémy-de-Provence; † 31. Oktober 1986 ebenda) war eine französische Autorin und Verfasserin zahlreicher Schriften und Romane. Ihr literarisches Schaffen war der Kultur und den Menschen der Provence gewidmet. Von 1919 bis 1949 war sie mit dem Übersetzer und Literaturkritiker Charles Mauron verheiratet.

## Leben
Marie Mauron stammt aus einer Bauernfamilie, deren Vorfahren, soweit die Aufzeichnungen zurückreichen, ausschließlich in Saint-Rémy-de-Provence gelebt haben. Nach ihrer Ausbildung in Marseille und Aix-en-Provence unterrichtet sie ab 1916 an den Schulen von Les Baux-de-Provence und Saint-Rémy, bis sie 1941 aus dem Schuldienst zurücktrat.
Ihr erstes Buch Mount Peacock erschien 1934 auf Englisch, 1937 in französischer Übersetzung unter dem Titel Mont Paon. Es folgten zahlreiche Romane, Märchen, Sagen und Erinnerungen sowie Biografien und Monografien, wobei sie sowohl auf Französisch wie auch auf Provenzalisch publizierte.
Marie Mauron wurde verschiedentlich als «Grande Dame de Provence» bezeichnet. Sie engagierte sich zeit ihres Lebens für die Bewahrung des kulturellen und natürlichen Erbes der Provence. In ihren Publikationen beschrieb sie detailreich die Landschaft, die Legenden und die Traditionen der Provence. In ihren späteren Büchern prangerte sie zunehmend auch die Gleichgültigkeit und Rücksichtslosigkeit an, mit der Staat, Industrie und Wirtschaft die Naturschönheiten und den kulturellen Reichtum der Provence zerstören. 
1969 wurde Marie Mauron zur Majoral du Félibrige gewählt.

## Werke
- Mount Peacock, 1934, Cambridge.
- Mont Paon 1937, Denoë, rééd. 1979, Marcel Jullian.
- Le Quartier Mortisson, 1941, éd. Plon, rééd. 1967.
- La Chèvre, ce caprice vivant 1947, Albin Michel.
- Le Taureau, ce dieu qui combat, 1949, Albin Michel.
- La Maison des Passants, 1949, éd. Plon.
- Charloun Rieu, 1949, Balancier.
- Le Royaume errant, 1953, éd. Plon.
  - deutsche Ausgabe: Aqué Menoun!, Übersetzung: Rolf Römer, 1953, Speer-Verlag Zürich
- A l'Ombre soleilleuse, 1953.
- En parcourant la Provence 1954, éd. Flots Bleus.
- Le beau voyage au Pays d'Arles, 1956, éd. Granier.
- Vers Saint Jacques de Compostelle, 1957, rééd. 1974.
- La Mer qui guérit, 1957, Seuil.
- La Transhumance, 1959, Amiot Dumont, rééd. 1959.
- L'Ex-Voto de Noêl, 1961, rééd. 1999
- La Provence au coin du feu, 1962, Académie Perrin.
- Mes grandes heures de Provence 1962, Académie Perrin, rééd. 1974.
- Éternelle Magie, 1964, Académie Perrin.
- Les Cat-Fert, bestehend aus zwei Büchern (Le soir finit bien par tomber und Lisa de Roquemale), 1964, éd. Robert Laffont.
- Hommes et cités de Provence, 1965, éd. du Sud.
- L'heure du soleil. Dictons d'Oc et Proverbes de Provence, 1965, Robert Morel Editeur.
- Les cas de conscience de l'Instituteur, 1966, Académie Perrin.
- Château de carte 1966, Seghers.
- Ce temps qui passe, le voir passer, 1967, Sodi (Bruxelles).
- Les Lampions des fêtes 1967, Académie Perrin.
- La Marseillaise, 1968, Académie Perrin.
- Suite provençale, 1969, éd. Plon.
- Quand la Provence nous est contée par ses plus grands poètes et chroniqueurs, 1976, éd. Perrin.
- Lorsque la vie était la vie, 1971, éd. Rollet.
- Signes de la pierre, Photos: Zoé Binswanger, 1972, Horizons de France
- La Provence qu'on assassine, 1972, Julliard.
- Les Arsacs, 1972, éd. Plon.
- La diaboliques Aragne, 1972.
- Ombre et Lumière sur la Provence, 1974, éd. Plon.
- Il était fête chaque jour, 1974, Rouge et Or.
- Il pleut, il fait soleil, le Diable bat sa femme, 1975, éd. Plon.
- Quand la Provence nous est contée, 1975, Académie Perrin.
- Ce que j'appelle vivre, 1976, Académie Perrin.
- Le Monde des Santons, 1976, Académie Perrin.
- Le Vieux de la montagne 1977, éd. Plon.
- L'ombre portée, 1977, presses de Marabout - Belgique.
- Un Noël solitaire et peuplé, 1978, éd. Plon.
- Cette Camargue que nous aimons, 1980, édi. Pierre Belfond
- Ces Lointains si présents, 1980, éd. Plon.
- Légendes du triangle sacré, 1980.

## Auszeichnungen
- 1950: Prix Frédéric Mistral für Charloun Rieu
- 1952: Prix Sully-Olivier de Serres für La Transhumance
- 1953: Prix International Charles Veillon für Le Royaume errant
- 1954: Grand prix Rhodanien de littérature für En parcourant la Provence
- 1962: Prix de l'Académie Française für Mes grandes heures de Provence
- 1971: Grand prix littéraire de Provence für Lorsque la vie était la vie